# МКС-23
МКС-23 — двадцать третий долговременный экипаж Международной космической станции, состоит из шести человек. Работа экипажа началась 18 марта 2010 года, 8:03 UTC после отстыковки корабля «Союз ТМА-16» от МКС, закончилась 2 июня 2010 года, 00:04 UTC после отстыковки корабля «Союз ТМА-17». Первоначально в состав экспедиции вошли три члена экипажа космического корабля «Союз ТМА-17», ранее работавшие в составе миссии МКС-22. 4 апреля 2010 года, 5:25 UTC экипаж пополнился до шести человек членами экипажа корабля «Союз ТМА-18».
Во время совместной работы МКС-23 и экипажа посещения STS-131 «Дискавери» на станции работало одновременно 4 женщины: три американских астронавтки - Трейси Колдуэлл, Дороти Меткалф-Линденбургер, Стефани Уилсон и одна астронавтка из Японии - Наоко Ямадзаки.

## Экипаж
| Должность     | 18 марта — 4 апреля 2010 года | 4 апреля — 2 июня 2010 года | № полёта | Корабль доставки |
| ------------- | ----------------------------- | --------------------------- | -------- | ---------------- |
| Командир      | Олег Котов, РКА               | Олег Котов, РКА             | 3        | «Союз ТМА-17»    |
| Бортинженер 1 | Соити Ногути, JAXA            | Соити Ногути, JAXA          | 2        | «Союз ТМА-17»    |
| Бортинженер 2 | Тимоти Кример, НАСА           | Тимоти Кример, НАСА         | 2        | «Союз ТМА-17»    |
| Бортинженер 3 |                               | Александр Скворцов, РКА     | 2        | «Союз ТМА-18»    |
| Бортинженер 4 |                               | Михаил Корниенко, РКА       | 1        | «Союз ТМА-18»    |
| Бортинженер 5 |                               | Трейси Колдуэлл, НАСА       | 2        | «Союз ТМА-18»    |

## Задачи
Ряд основных задач поставленных экипажу МКС-23:
- Обеспечение загрузки и расстыковки кораблей  «Прогресс М-03М» (расстыковка 22 апреля 2010 года) и  «Прогресс М-04М» (расстыковка 10 мая 2010 года), а также частичная разгрузка корабля  «Прогресс М-05М» (старт 28 апреля 2010 года, стыковка 1 мая 2010 года)
- Перестыковка корабля «Союз ТМА-17» с надирного стыковочного узла модуля «Заря» на агрегатный отсек модуля «Звезда» (12 мая 2010 года)
- Обслуживание операций по стыковке кораблей «Спейс Шаттл» полётов  STS-131 и  STS-132
- Разгрузка малого исследовательского модуля «Рассвет»
- Поддержание работоспособности станции
- Выполнение программы научно-прикладных исследований и экспериментов

## Экспедиции посещения
- STS-131 «Дискавери». Старт 5 апреля 2010 года, стыковка 7 апреля 2010 года, расстыковка 17 апреля 2010 года, посадка 20 апреля 2010 года. Дооснащение МКС с использованием грузового модуля MPLM «Леонардо». Экипаж шаттла выполнил три выхода в открытый космос из модуля Квест.
- STS-132 «Атлантис». Старт 14 мая 2010 года, стыковка 16 мая 2010 года, расстыковка 23 мая 2010 года, посадка 26 мая 2010 года. Доставка на МКС российского малого исследовательского модуля МИМ-1 «Рассвет» и грузов. Экипаж шаттла выполнил три выхода в открытый космос из модуля Квест.

## Галерея

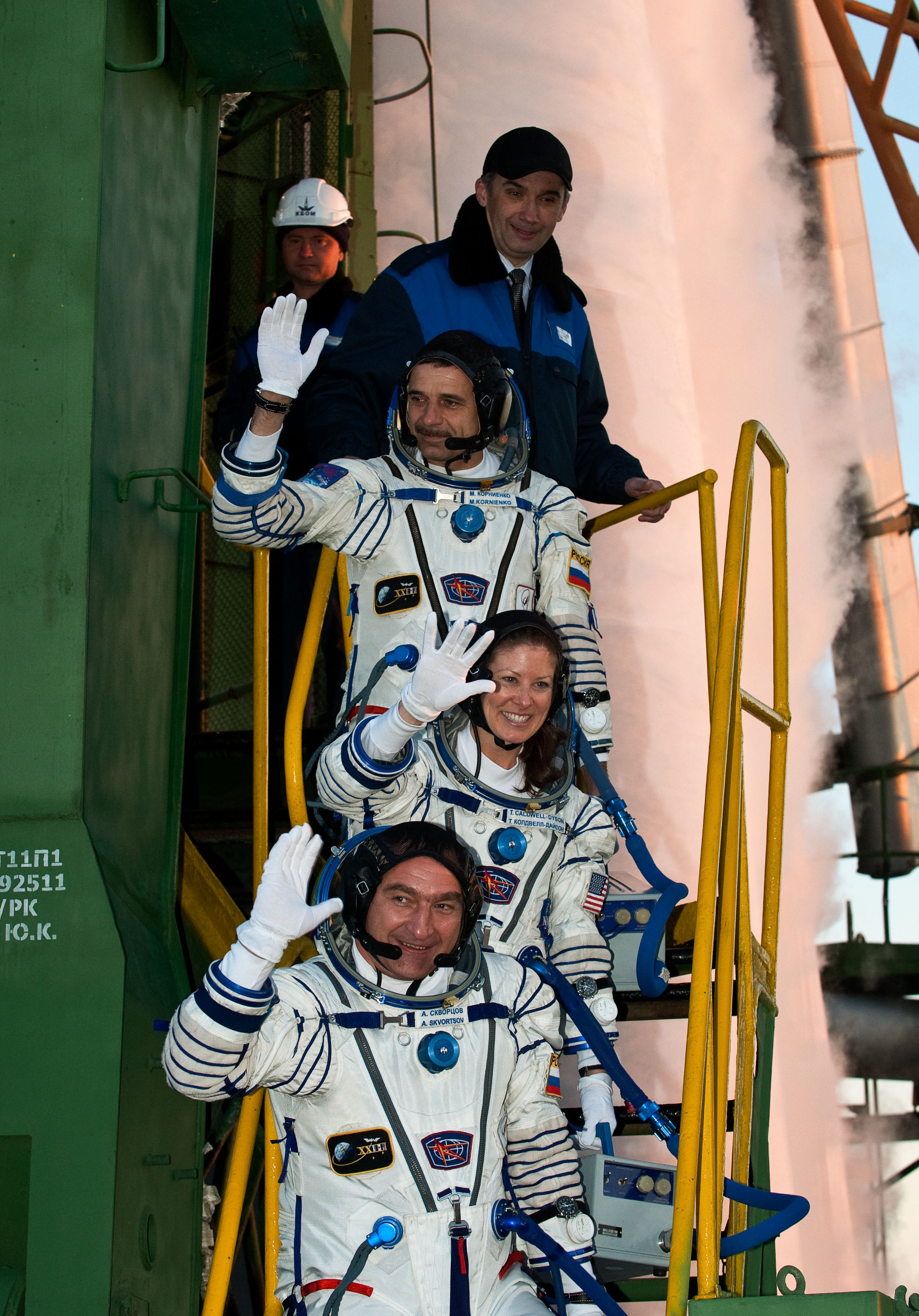
Скворцов, Колдуэлл-Дайсон и Корниенко прощаются у трапа ракеты-носителя «Союз».
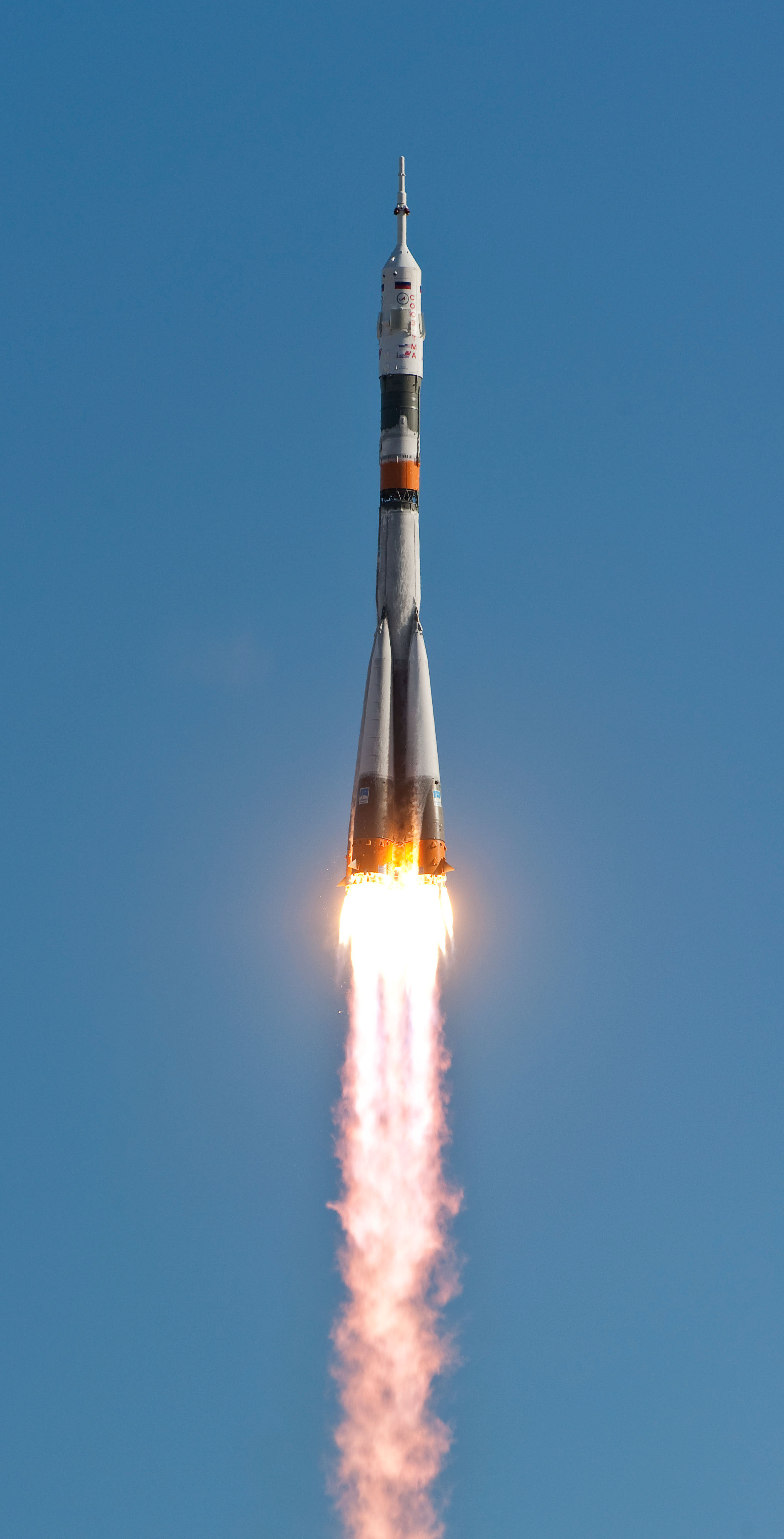
Старт «Союза ТМА-18».
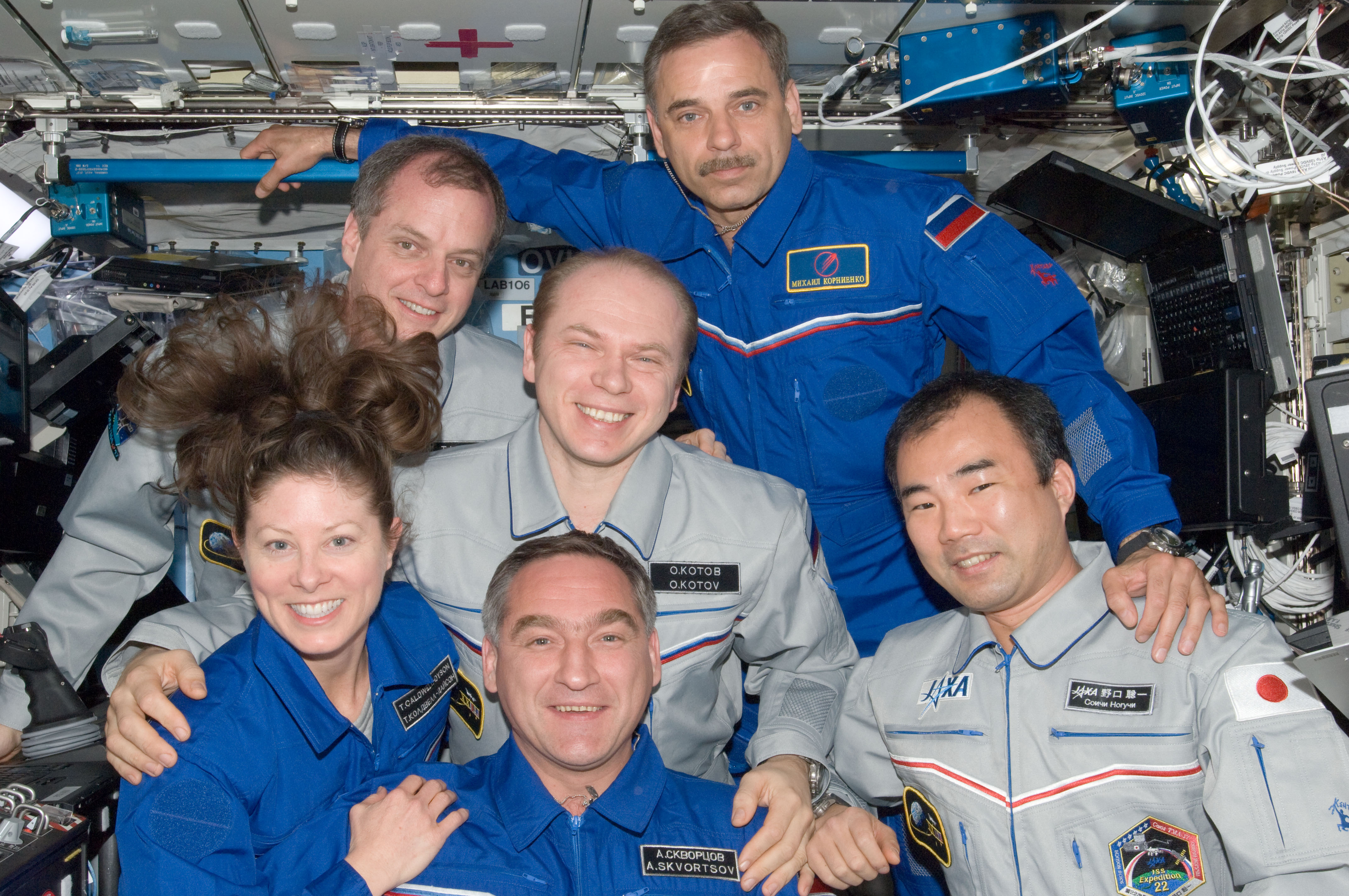
Члены экипажа МКС-23 в лаборатории «Дестини»
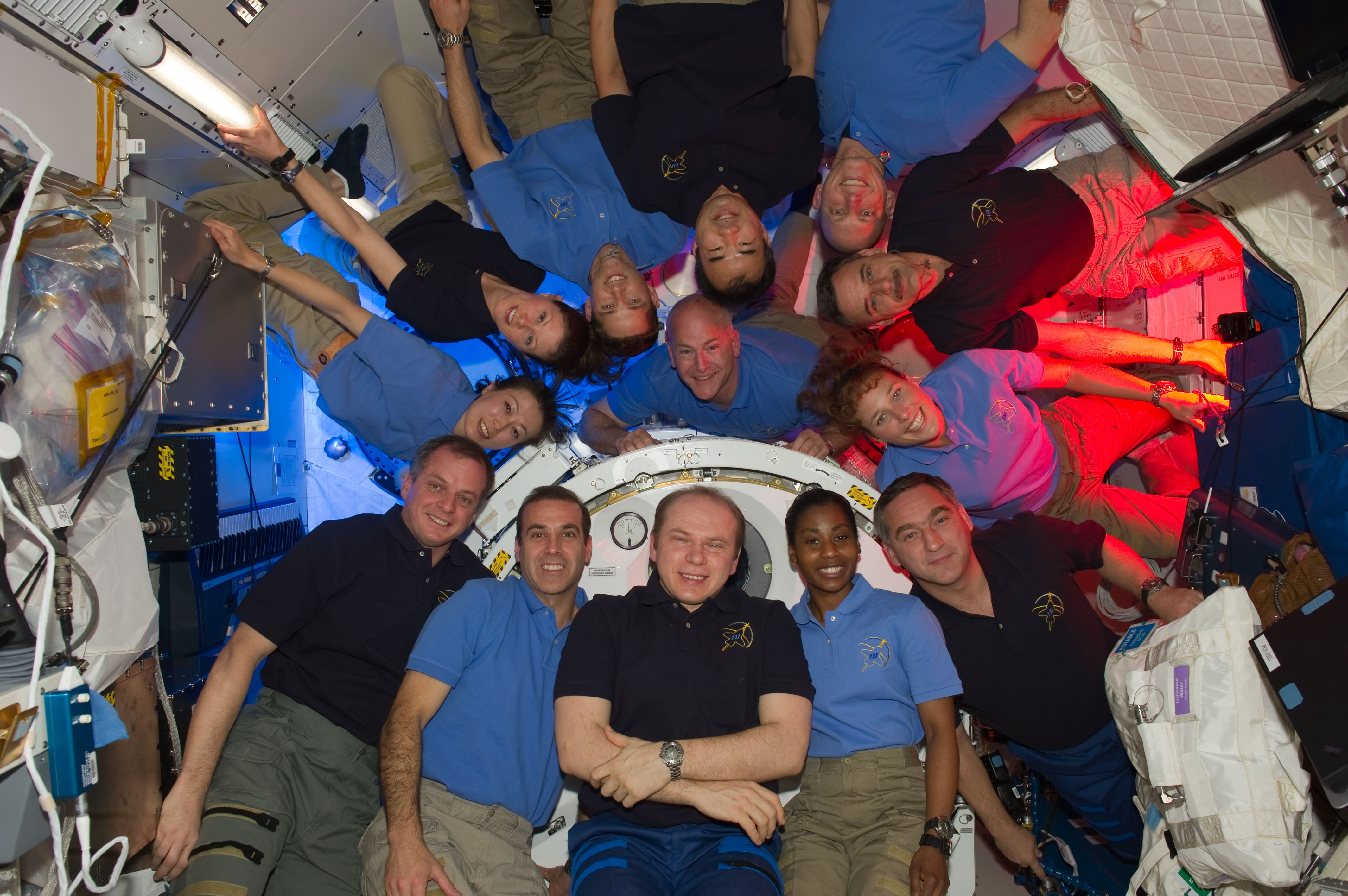
Групповой портрет экипажей STS-131 и МКС-23.
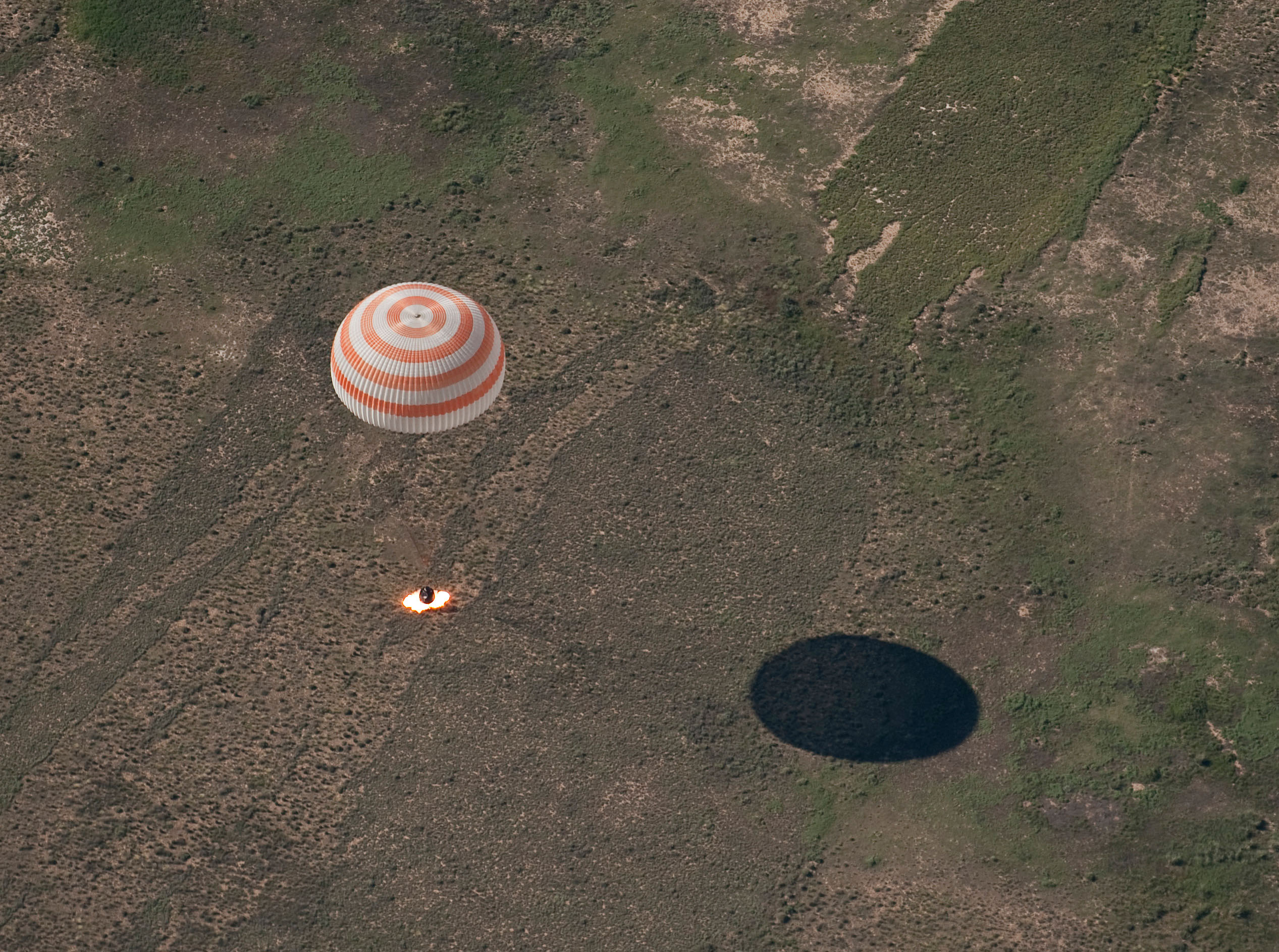
Посадка «Союза ТМА-17» с членами экипажа МКС-23.